# Кривая Бете — Слейтера
Кривая Бете – Слейтера является эвристическим объяснением того, почему некоторые металлы являются ферромагнитными, а другие антиферромагнитными. Он предполагает гейзенберговскую модель магнетизма и объясняет различия в обменной энергии переходных металлов в связи с отношением межатомного расстояния a к радиусу r 3d- электронной оболочки.  Когда магнитно- значимые 3d электроны соседних атомов находятся относительно близко друг к другу, обменное взаимодействие, {\displaystyle J_{ex}}, отрицателен, но когда они находятся дальше, обменное взаимодействие становится положительным, а затем медленно падает. 
Идея связать обменную энергию с межатомным расстоянием была впервые предложена Джоном С. Слейтером в 1930 году   и проиллюстрирована в виде кривой на графике в обзоре Зоммерфельда и Бете в 1933 году. 
Для пары атомов обменное взаимодействие w ij (отвечающее за энергию E ) рассчитывается как: 
{\displaystyle w_{ij}=-2J_{ex}S_{i}\cdot S_{j}}
где: {\displaystyle J_{ex}} = обменный интеграл; S = электронные спины; i и j = индексы двух атомов. 
Кривая Слейтера действительно дает реалистичные результаты, предсказывая как железо, кобальт и никель станут элементами с ферромагнитным упорядочением. Кривая имеет практическое применение как простой способ оценки {\displaystyle J_{ex}} на основе среднего атомного разделения.  Однако более поздние оценки с более точными расчетами обменных взаимодействий показывают значительно более сложную физику при рассмотрении взаимодействий различных атомных орбиталей в атоме отдельно, а не как единое целое. 